# Frans Gunnar Bengtsson
Frans Gunnar Bengtsson ( 4. října 1894, Tåssjö – 19. prosince 1954, Ribbingsfors Manor) byl švédský romanopisec, esejista, básník a autor mnoha životopisů.

## Život
Narodil se v Tåssjö, které leží poblíž Ängelholmu v provincii Skåne, a zemřel v Ribbingsfors Manor v severní části provincie Västergötland. V roce 1912 započal studium na Lundské univerzitě, kde v roce 1930 získal licenciát z filosofie. V roce 1939 se oženil s Gerdou Finemanovou.
Jeho nejznámějším dílem je pravděpodobně dvoudílná vikinská sága Röde Orm, v Česku známa jako Rudý Orm, nebo Zrzavý Orm.
Dále se téměř ve stovce svých esejí zabýval především historickými tématy. Kromě těchto ale napsal i jednu esej pojednávající o lidských rasách, Bengtsson byl totiž nadšeným příznivcem Francouze Arthura de Gobineaua, který byl známý svým konceptem o nadřazenosti tzv. árijské rasy člověka.
Bengtsson byl také známý tím, že mu imponovali "muži činu", jako například François Villon, Oliver Cromwell, švédský král Karel XII. a Napoleon, nebo také generálové Robert E. Lee a Thomas "Stonewall" Jackson z americké občanské války severu proti jihu. Jednou měl údajně Bengtsson říci: "Jana z Arku, Karel XII. a Garibaldi jsou lidé, které bych rád poznal - neboť pravda jim byla vždy milejší než úklady."